# Ienisseïens

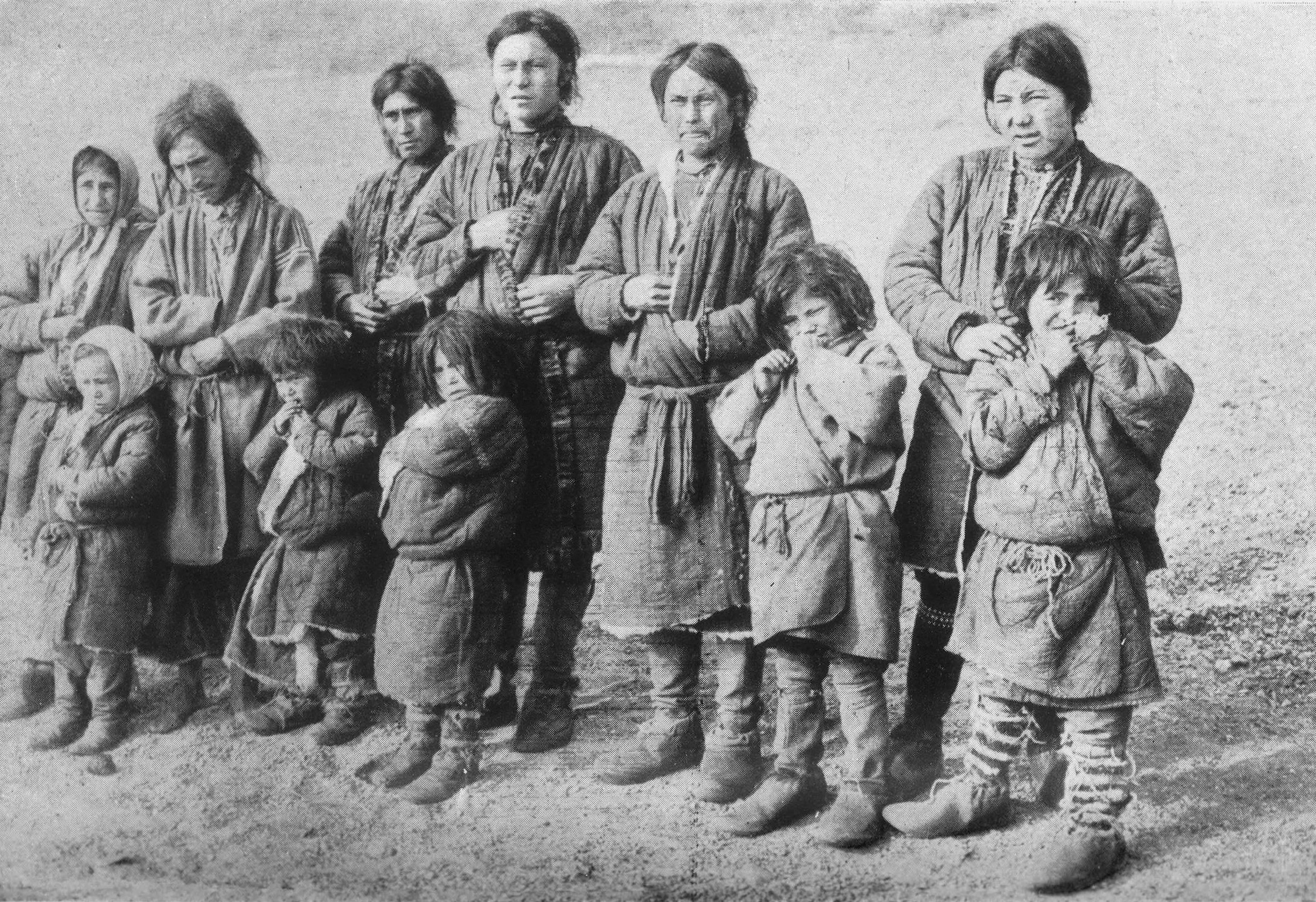
Des hommes enfants d'un peuple Ienisseïen-Ostiak

Les Ienisseïens, anciens habitant de Sibérie comptent six tribus, toutes disparues ou en voie de disparition : Kètes, Youges, Kottes, Arines, Assanes et Poumpokoles. Ils parlent des  langues ienisseïennes.